# Владимир Сис
Владимир Сис (на чешки: Vladimír Sís) е чешки журналист, военен кореспондент, писател, славянофил, страстен защитник на българската национална кауза.

## Биография

### Ранни години (1889 – 1912)
Владимир Сис е роден на 30 юни 1889 година в село Маршов в областта Моравия (тогава в Австро-унгарската империя, днес в Чехия) в многодетното семейство на селския учител Франтишек (род. 1848) и Йосефа (1852). Завършва основно училище в Маршов, а след това посещава гимназията в Бърно (столицата на област Моравия). През 1908 на 19-годишна възраст е изключен от гимназията и арестуван, защото е член на Младочешката партия, водена от д-р Карел Крамарж. Успява да избяга от затвора и около 1909 заминава за Германия. Следва специалност Археология в Лайпциг, но не успява да завърши поради непрекъснати преследвания от австро-унгарската власт. Между 1908 и 1912 живее в Гърция, Сърбия, Османската империя и България. Работи като кореспондент и информатор на чешкия печат за района на Балканите и Ориента в списание „Младоболеславске листи“, издавано от брат му Франтишек Сис. Между 1910 и 1918 (1921) е кореспондент на вестник „Народни листи“.

### Балкански войни (1912 – 1913)
Периодът 1912 – 1913 г. в българската история е свързан с Балканските войни. През това време Владимир Сис е не само свидетел, но и участник във войните. Събитията от този период го карат да се обвърже със защитата на българските интереси. Именно през тези години Владимир Сис става страстен българофил.
Балканска война (1912 – 1913)
През 1912 – 1913 година е военен кореспондент за вестник „Народни листи“ в България и описва Балканските войни. Още през 1911 – 1912 става стипендиант и сътрудник на Лайпцигската академия за научни изследвания. Провежда филологически, исторически и етнографски проучвания в Атон, Синай и Йерусалим; участва в разкопки на остров Самос, Халкидики, Александрия; работи в Египет, Либия, Судан, Палестина и Мала Азия. През 1912 трайно се установява в българската столица София на адрес ул. „Шипка“ №20 (съсед му е Иван Мърквичка).
През 1912 г. избухва Балканската война. Още на 13 – 14 октомври същата година (няколко дни след началото на войната) Цензурната комисия при Министерство на войната го одобрява за военен кореспондент на в-к „Народни листи“. Командирован е в щаба на II Българска армия. Успява да напише над 20 статии от фронта за своя вестник, но по конюнктурни причини те са задържани от главния редактор на вестника д-р Йозеф Халечек. Сис се включва като санитар-помощник към пристигналата австро-унгарска санитарна мисия, ръководена от д-р Степан. На 4 февруари 1913 г. заминава на фронта в Тракия (Димотика и Дедеагач), където се включва в състава на Ямболската евакуационна болница.
Междусъюзническа война (1913)
През лятото на 1913 г., когато избухва Междусъюзническата война, е зачислен към Единадесета пехотна македонска дивизия и е пряк свидетел и участник във всички нейни прояви. Според доклад на ген. Жеков до цар Фердинанд от 31 май 1925 г. през 1913 на чешки език излиза книгата „Z bulharského bojišti“ („От българското бойно поле“), претърпяла 2 издания, но непреведена на български. Няма други сведения за тази книга. Отново през 1913 започва подготовка за издаването на 2 албума с 474 уникални авторски снимки. Подготвя и сборник с разкази от войната – „Ние“ (първо издание – 1914 г., второ издание – 1916 г.). Тогава излиза и книгата „Критичните дни на България“, в която разсъждава за Междусъюзническата война. В нея авторът заявява:
| „ | „Българите бяха разочаровани и от Русия. Русия беше тази, която можеше само да каже:“Договорът трябва да се спазва!" и войната можеше да бъде избегната. Русия можеше да каже на Румъния: „Нито крачка по-нататък“ – и румънците не биха се осмелили да навлязат в българската територия. Вместо това Русия морално подкрепи Сърбия и Гърция и одобри нападението на румънците." | “ |

По-нататък Сис описва румънското нахлуване на българска територия:
| „ | "Би трябвало да се създаде международна анкета и в Северна България, за да се докаже вандализмът на румънците. [...] Румънците реквизираха съвсем произволно: за 1 овца се плащат 2 – 5 лева, за вол – 20 – 30, както и за конете, за 200 кг жито – 15 лв. Който не плаща тази цена, не получава нищо. Войниците грабят, каквото видят. Жените не смеят да се покажат навън. В с. Гиген едно момиче на 14 години умира вследствие на изнасилването на няколко войници. [...] Ограбени са болници и складове, а ранените са оставени на благоволението на гражданите. Реколтата на полето е унищожена. Учебните кабинети в гимназиите са разграбени, уредите – унищожени, книгите от библиотеките – разпилени по улиците или изгорени. [...] Характерно за румънците е, че между тях във Враца е разпространена холера. Когато във Враца идват първите кавалеристи, в града няма холера. [...] холерата се разпространява между войниците и достига огромни размери – до 2000 случая. Аналогично е положението в Орхание [Ботевград], където от холера заболяват и двама лекари. Холерата се разпространява много бързо, тъй като румънците не спазват хигиенните принципи и изяждат всичко, което им попадне. Най-много се хранят с плодове. Хората им се чудят, че изяждат на орехите и зелената кора... Взето е всичко, което може да се краде – както и два вагона сол, купена от Румъния, много брашно и хранителни продукти. Една международна анкета би открила и други примери за „културната“ дейност на румънците в България. Българското правителство би трябвало да я осигури." | “ |

### Света гора (1913 – 1914)
През лятото на 1914 г. по молба на БАН посещава Света гора и Зографския манастир, за да направи снимки на някои ръкописи. Материалите публикува като самостоятелни изследвания през 1915 – 1916 г. През същата 1914 г. Владимир Сис продължава усилена литераторска дейност. В Цюрих издава книгата „Македония“, в която пледира за българския характер на областта. Изданието е конфискувано от австро-унгарските власти, но същата година излиза на чешки език в Прага. През 1914 г. публикува „Критичните дни на България“, в която изяснява основателността на българските права в Македония, оборва антибългарската пропаганда на Гърция и Сърбия и заключава: 
| „ | Подчертавам още един път: не търсете виновника за Балканската война в София, а в Петроград и след това в Белград и Атина. Прекалената доверчивост и честната дума убиха България. Това трябва да помним! | “ |

През 1914 година посещава създадения от гърците концлагер на остров Трикери в Бяло море и документира гръцките изстъпления срещу заточените и измрели там българи: 
| „ | Колко са били тия нещастници? Гърците ги показват за 7000. От тях и половината даже не са войници. Повечето са били македонски българи: селски първенци, събудени селяни, бивши комити, учители, свещеници, търговци и еснафи. Имало е даже и една жена... | “ |

Заради честната защита на българската кауза си спечелва много врагове в лицето на съседните държави. Сърбия, подкрепена от Гърция, организира три атентата, за да го убие – през юни и юли 1913 г. и през декември 1914 г. И при трите атентата е раняван, но успява да оцелее по чудо.

### Първа световна война (1914 – 1918)
По време на Първата световна война (1914 – 1918), докато се намира в България, защитава идеята за независимост на Чехия. През 1915 г. организира курсове по чешки език към дружество „Чех“ в София; паралелно подпомага комитета „Дамско сърце“ на чешката общност в България. През пролетта на 1915 г. по инструкция от Прага разработва Меморандум на чешката съпротива до Съглашението с искане за държавна самостоятелност на Чехия и Словакия. Предава го на софийските легации на държавите от Антантата. На 28 юли 1915 г. организира юбилейно честване по повод 500 години от смъртта на Ян Хус. В тази връзка издава книгата „Ян Хус (1414 – 1915)“ с предговор от Иван Вазов. Пак през 1915 г. е приет за член на Славянското дружество в София. През октомври същата година Австро-Унгария изисква от българската държава да предаде Владимир Сис, уличен като враг на Хабсбургите, но със съгласието на Васил Радославов, който по онова време е министър-председател (1913 – 1918), Сис е изпратен от БАН на археологически разкопки в Македония. На 18 юли 1917 г. по молба на БАН е зачислен като доброволец към Седма рилска дивизия с възможност да обикаля т.нар. „Нови земи“ с научна цел. В знак на уважение към неговата работа игуменският съвет и архимандрит Неофит Москопулос изпращат като дарение на Българската академия един славянски календар, ръкопис от XIII век от 202 страници.

### Между световните войни (1918 – 1939)
Във връзка с края на Първата световна война и тоталния разпад на Австро-Унгария на 10 ноември 1918 г. Владимир Сис организира 500 представители на чешката колония в София, които полагат клетва за вярност пред новосъздадената чехословашка държава. На следващия ден – 11 ноември, с негова помощ е създадено дружество „Българо-чехословашка взаимност“, обединяващо чешките възпитаници в България. За председател е избран д-р Стоян Данев, а за секретари – Владимир Сис и В. Атанасов. Със съдействието на Сис за членовете на дружеството е организирана екскурзия до Чехословакия. На 7 декември 1918 г. вестник „България“, орган на Прогресивнолибералната партия на д-р Стоян Данев, публикува на първа страница статията на Сис „За вас, българи!“, в която пледира за възстановяване на вековните връзки между славянските народи. В самия край на 1918 г. по инициатива на писателя Стилиян Чилингиров и група интелектуалци Владимир Сис е изпратен да връчи техен адрес до президента на Чехословакия – Томаш Масарик, и да установи контакти с видни политически и културни дейци, които да защитят България при сключването на справедлив мирен договор. Поради съглашенската окупация Владимир Сис пристига в Прага преоблечен като репатриран чешки военнопленник. През 1919 г. подготвя и изпраща в Чехословакия поредица от материали под надслов „Писма от България“, публикувани във вестник „Народни листи“ (по две всяка седмица). Същата година в Стара Загора издава брошурата „Чешко-словашката република и нейното отношение спрямо България“.
През 1920 г. (1916) се жени за българката Мария-Магдалена Евстатиева (Маня), родена на 16 ноември 1897 г. Майка ѝ e чехкиня, а бащата е известен български инженер – Евстати Стефанов (той е първият преводач на части от дневника „Критичните дни на България“). Бракът им с Маня обаче остава бездетен, защото Владимир Сис е осакатен в австро-унгарския затвор.
През 1921 г. след 10 години отново се завръща в родината си, като този път със себе си води жена си и сестра ѝ Православа Стефанова. Започва работа като парламентарен кореспондент. На 1 октомври става член на редакцията на „Моравскослезки деник“ в Моравска Острава и главен редактор на неговата пражка редакция, като същевременно е кореспондент на „Народни новини“ в Бърно. По това време започва работа по книгата „История на България от Освобождението до наши дни“, която остава незавършена. Към края на 1921 г. вестник „Чешко слово“ започва кампания против Владимир Сис заради неговата подкрепа на българската национална кауза, обвинявайки го в „противославянски чувства и деяния“. В тази връзка на 26 януари 1922 г. министърът на народното просвещение Стоян Омарчевски изпраща специално писмо до Министерство на образованието в Прага, в което подчертава заслугите на Сис за българската наука и просвета. През 1924 г. става съосновател на създаденото в Прага дружество „Чехословашко-българска взаимност“ с председател известния чешки художник Алфонс Муха. С доклад №68 от 31 май 1925 г. ген Жеков предлага да наградят Владимир Сис с Народен орден за гражданска заслуга IV степен „за неговото участие като кореспондент през време на войната в България и за ценната му дейност в защита на Българската кауза“. Орденът заедно с орденска грамота №1057 е изпратен на Владимир Сис чрез МВнР на Царство България на 5 юни 1925 г. и е получен от Сис на 22 юни същата година Междувременно издава книгите „Кореспонденция на д-р Константин Иречек с Марин Дринов“ (1923), „Нов джобен речник на български и чешки език“, том I (1924) и „Българо-чешки речник“, том II (1924). От 1927 до 1941 г. е редактор на вестник „Народни листи“, печатен орган на народната демокрация. Владимир Сис е изявен демократ, уважаван сред левите и десните политически сили, има много приятели сред привържениците на „Храд“.
През 1928 г. на страниците на „Народни листи“ инициира кампания за събиране на помощи за пострадалите от земетресението в България, в района на Чирпан. Успява да събере сума от 160 000 крони, която постъпва чрез чехословашкия Червен кръст под формата най-вече на дрехи за жертвите от земетресението в Южна България.
През 1929 г. в Прага в салоните на българската легация Вл. Сис се среща с българския цар Борис III, който лично му благодари за организираната помощ около земетресението. Същата година пристига в България заради годишнина, свързана с цар Симеон Велики, и пренасяне на свещения огън на българските царе от Преслав в София, като прави обиколка из Добруджа и Северното Черноморие – Преслав, Плиска, Шумен и Варна. Изнася над 20 сказки с прожекция на диапозитиви, посветени на българо-чешките отношения. Заедно с А. Прохазка – чешки търговски консул в Русе и главен редактор на вестник „Северно ехо“ в Плевен, през май и юни организира бизнес екскурзии по р. Дунав до Чехословакия за банкери, промишленици, земевладелци и интелектуалци. На 26 август пристига в Пловдив за полагане на основния камък на Дома на изкуствата и печата, но заради организаторски проблеми тържеството е отложено и Владимир Сис заминава за София. За своите големи заслуги е избран за дописен член на Славянското дружество (1929), а през 1934 – за негов почетен член. По негова инициатива се изготвя специален брой на вестник „Народни листи“, посветен на България. Сис организира и редица изложби – през 1926 г. първата българска художествена изложба в Прага, 1934 г. изложба на Българската книга, 1936 г. – изложба на 11-те художници. През юни 1936 г. е избран за заместник-председател на Националния художествен съюз.

### Втора световна война (1939 – 1945)
Във връзка с предстоящата Втора световна война (1939 – 1945) се изявява като убеден антифашист и се грижи за кореспондентските служби за домашната съпротива и за чехословашките изгнаници в Лондон. По време на войната поддържа лични връзки с чехословашката задгранична съпротива в Париж и Лондон. Той е един от организаторите на освобождаването от плен на сина на Чърчил – пилот, заловен и охраняван в хитлеристка база в Татрите. Заради откритите си позиции е многократно обискиран от Гестапо. През 1941 г. му е отнет паспортът за пътуване в чужбина. По това време става член на Чехословашката народна партия, редактор на списание „Лидова демокрацие“ и председател на сдружението на парламентарните журналисти.

### Последни години (1946 – 1957)
През 1946 г. на път за Славянския конгрес в Белград за последен път посещава България. След срещата в Шкларска Поремба, Полша (септември 1947 г.) Владимир Сис е отстранен от работа и му е отнета журналистическата карта заради защитата на славянските народи на Балканите и техните суверенни права. На 17 януари 1950 г. Държавният съд в Чехословакия го осъжда „за престъпление държавна измяна и престъпление изнудване“. Присъдата е 25 години тежък затвор и парична глоба. Престоява 1 година в затвора „Валдици“, след което е преместен в „Леополдов“, където здравето му рязко се влошава. Там умира на 2 юли 1957 г. (1958). Погребан е близо до затвора в гроб № 1337.43.

### Реабилитация след смъртта му
През 1967 г. съпругата му Мария Сисова прави опит да изчисти името му по съдебен път, но неуспешно. Във връзка с нагнетяване на напрежението в Чехословакия и Пражката пролет през 1968 – 1969 по инициатива на Съюза на чехословашките писатели започва процедура по реабилитиране. С решение на специален съдебен състав на Градския съд в Прага от 11 май 1969 г. Владимир Сис е оневинен и посмъртно реабилитиран.
През 1971 г., 13 години след смъртта му, Владимир Сис е „освободен“ от затвора. Тленните му останки са изгорени и съпругата му Маня получава разрешение да вземе урната с праха му, която е положена във фамилната гробница в Лахонки до родното му село Тишнов. Маня умира в Прага на 21 декември 1976 г.
През 1998 г. президентът Вацлав Хавел награждава Владимир Сис посмъртно с орден „Томаш Масарик“.
В Хасково през 2003 година се провежда научна конференция „Владимир Сис и България“, рефератите от която са публикувани през 2006 година в едноименен сборник.
За Владимир Сис е документалният филм „Гражданинът Сис“ (2018) – реж. Господин Неделчев, сц. Господин Неделчев и Влади Киров.
Владимир Сис знае чешки, словашки, български, немски, френски, руски, сръбски, гръцки, английски, частично – турски и още 4 – 5 езика.